# 寺島進
寺島 進（てらじま すすむ、1963年11月12日 - ）は、日本の俳優。東京都出身。ジャパン・ミュージックエンターテインメント（イー・コンセプト）所属。

## 来歴
男三兄弟の次男で、実家は江東区深川で畳屋を営んでいた。父親は日本酒を好み、ユーモアがあって丁寧な仕事をする人であるという。江東区立八名川小学校卒業、江東区立深川第二中学校卒業、東京都立葛飾野高等学校卒業。成城にあった三船プロの俳優養成所・三船芸術学院で殺陣やスタントなどを学び、宇仁貫三に師事。同学院卒業後、宇仁率いる剣友会に入門した。
1984年頃からテレビドラマの端役で出演し始め、1985年のドラマ『私鉄沿線97分署』の暴走族の杉山役で初めて名前のある役をもらった。映画のデビュー作は、1986年の松田優作監督の『ア・ホーマンス』。また、映画デビューの同年には『痛快なりゆき番組 風雲!たけし城』に攻撃軍の一員として出場している。
1989年の映画『その男、凶暴につき』に出演したのを皮切りに、以降北野作品などの映画に出演して知名度を上げる。また1993年頃から、ビートたけし所属の『オフィス北野』に寺島も所属する。
元々は映画中心の芸能活動だったが、2005年の『富豪刑事』に出演してテレビドラマなどへも活躍の場を広げ、人気を博す。また同年には、野狐禅のプロモーションビデオへの出演や、それらの総集編となる短編映画『遡河魚』(監督は熊切和嘉)にも出演。
加えて、同年5月にはドラマ『踊る大捜査線』シリーズのスピンオフ映画『交渉人 真下正義』で木島丈一郎役を演じた。同年12月には、木島を主役にした更なるスピンオフ作品『逃亡者 木島丈一郎』が誕生。さらに同役で、2010年に本編映画である『踊る大捜査線 THE MOVIE3 ヤツらを解放せよ!』への出演を果たした。
2006年からの『アンフェア』シリーズ(連続ドラマ、スペシャルドラマ及び映画を含む)などに次々に出演。また、同年の映画『THE 有頂天ホテル』に出演以降、三谷幸喜作品にも複数回起用されている。
2009年11月30日、一般女性（当時28歳）と結婚。2010年6月7日には第一子となる女児が、2015年3月10日には第二子となる男児が誕生。
2018年11月30日をもって25年間在籍したオフィス北野を退社、同年12月1日からジャパン・ミュージックエンターテインメントへ移籍。

## 人物

### 子供時代
地元の知人たちからは、子供の頃から“ムーちゃん”のあだ名で呼ばれている。子供の頃からやんちゃな性格で目立ちたがり屋だった。当時は映画『トラック野郎』が好きで、主人公の菅原文太演じる桃さんに憧れていた
。
中学からは髪型をサイドバックのリーゼントにし、地元の喧嘩に強い兄弟に喧嘩を教わった。野球部に所属し、ポジションはセンター5番で、江東区の中学1年生が出場する大会では、決勝戦で初ヒットを打つなどして優勝。当時は勉強嫌いだったが、図工と体育だけは成績が良かった。中学の頃に江東区の美化啓発ポスターで江東区長賞をもらったことがある。
高校ではハンドボール部に所属しながら、空いた時間はバンドを組んでボーカルとアコースティックギターを担当した。また16歳の頃から地元の神輿保存会の「深川祭明会」に所属し、やんちゃな先輩たちに目をかけてもらった。進路を考える時期になり、父親や「深川祭明会」の先輩たちの助言を受けて役者を目指し始める。

### 下積み生活
三船芸術学院の授業は週に3日で、「自分で決めた道だから自分で学費を払おう」との考えにより、授業がない日の昼間に建設現場で、夜に歌舞伎町の水商売などでバイトして学費を稼いだ。舞台でいろんな殺陣や立ち回りを披露する卒業公演では、全体のトリで大立ち回りがある主役を任された。
その後所属した剣友会では、殺陣やスタントの他、芸能界での挨拶の仕方や先輩との付き合い方、酒の飲み方など様々なことを教わった。大部屋俳優になると、当時宇仁がドラマ『太陽にほえろ！』の殺陣も担当していたことから、同ドラマのチンピラなどの端役をもらうようになる。また男性にしては身長が低いことから、女優のスタントの吹き替えとして時々声がかかるようになった。
アクションに重きを置いて俳優活動をしていたため、当時は“演技がしたい”とは考えていなかった。そんな中、殺陣師の先輩・二家本辰己から誘われて四月館の舞台に出演し、演技や表現を意識し始めた。この頃劇団の主宰の知人だった松田優作が舞台稽古中に遊びに来て、彼に気に入られたことで映画『ア・ホーマンス』への出演が決まった。寺島は、この頃(当時23歳)から本格的な役者を目指し始める。

### 北野武作品への出演
下積み時代に初対面した北野武から「今売れなくても死ぬ間際に天下取ったら、“あんちゃん”の勝ちだからよ」との言葉をもらった。その後とある2時間ドラマで共演した助監督から、北野の初監督作品である1989年の映画『その男、凶暴につき』のオーディションへの参加を勧められた。
『その男、凶暴につき』のオーデションでは、助監督から質問されて経歴などを話すだけで芝居の審査などはなかった。北野は部屋の隅っこで下を向き一言も話さず、寺島の方を時々見るだけだった。寺島は面接の手応えを一切感じなかったが、後日電話で白竜演じるヤクザの手下役に決まった。
その後の完成披露試写会で作品を見ると、それまでの作品で“斬られたらお終い”という役だったのが、本作ではアップもあってエンドロールに寺島の名前が流れた。本人は「決して大きい役ではないけど、俺にとっては役者として本当にデカい一歩だった」と回想している。このことから寺島にとって、北野は「育ての親」とも言える存在となった。
1991年の映画『あの夏、いちばん静かな海。』の頃に剣友会を辞めてフリーとなり、その後もアクションの仕事を依頼されたが、本格的な俳優を目指すため敢えてそれらの出演を全て断った。周りから「生意気だ」と言われることもあったが、「ここで踏ん張らないと上には行けない」と自分に言い聞かせた
。
1993年に出演した映画『ソナチネ』が、カンヌ国際映画祭で上映されて日本国内での寺島の知名度も上がり、いろんな映像作家に出会うきっかけとなった。1996年(32歳の頃)に篠崎誠監督の映画『おかえり』で初主演し、第5回東京スポーツ映画大賞新人賞を受賞。本人はこの受賞をとても喜び、「ようやく役者としてスタートできた」としている。
その後少しずつ映画やドラマの仕事をもらうがまだ役者だけでは食べて行けず、1996年の『キッズ・リターン』の頃まで日光市のウェスタン村でアルバイトをしていた
。30代半ばでバイト生活を終え、2001年の北野作品『BROTHER』辺りから忙しくなり、ようやく俳優業だけで食べていけるようになった。

### その他エピソード
矢沢永吉のファンで、高校時代のバンド活動では彼をマネて白いバギーに裸に革ジャン姿に、頭にはねじり鉢巻きをしていた。ちなみに当時は自分の声が嫌いだったが、他のバンドの女性ボーカルから「寺島さん、声いいね」と褒められ、声が好きになったという。
『小さき勇者たち〜ガメラ〜』で寺島を起用した監督の田﨑竜太は、パイロット監督を務めた『仮面ライダー電王』で主人公、モモタロスのキャラクターを決める際、寺島のキャラクターを参考にしたと同作のムック本でのインタビューに答えている。
若いころにヒーローショーの女性キャラクター役のスーツアクター経験がある。2014年には同年秋公開の映画『イン・ザ・ヒーロー』では女性キャラクターを演じるスーツアクター役を務めた。2016年には『スーパー戦隊シリーズ』第40作『動物戦隊ジュウオウジャー』にて森真理夫役でレギュラー出演を果たし、同作でジュウオウヒューマンを演じた際は、自ら変身ポーズを考えてくるなど積極的で、テレビでヒーローを演じられたことが感慨深かったと述べている。
脚本家の太田愛は寺島のファンであり、『ウルトラマンガイア』でゲストキャラクターを寺島で当て書きしたところ、監督の原田昌樹が助監督時代から寺島と交流があったことから寺島の出演が実現した。太田と原田は後に『ウルトラQ dark fantasy』でも、寺島を起用している。
三船芸術学院に通い出してからは役者にストイックに取り組んできたため、恋愛に興味が沸かなかった。しかし、ある時出会った女性に一目惚れし、交際2年目の時に子供を授かったのを機に結婚を決めた。
下積み時代の四月館の舞台稽古中、忍者役の寺島の芝居を見た松田優作から「いいなぁ」と褒められた。また、松田の監督作品である『ア・ホーマンス』にヤクザ役で出演した際も彼から同様に褒められた。このため松田のことを「芸能界に入って初めて自分を褒めてくれた人」と位置づけている。
座右の銘は、「継続は力なり」。長男が生まれた直後から「愛、恩義、結束力」という言葉を寺島家の家訓にしている。
「芸能界の基礎を教わった剣友会は、俺の原点」、「ヤクザ、チンピラ役は俺の原点」と位置づけている。
長年チンピラ役・ヤクザ役を依頼されることが多かったが、いつ頃からか刑事役・警察官役をやることが増えてきた。この影響からか(2022年の)数年前には、加須警察署(埼玉県)で一日署長を務めたことがある。また以前は一般人から声をかけられることはめったになかったが、刑事役をやるようになってから気軽に声をかけてもらえるようになったという。
ドラマ『とんぼ』では、ピース(ゆーとぴあ)演じるヤクザの舎弟・直役を演じている。寺島によると当初この役は、“チンピラその5”くらいのセリフのない役だった。しかし、撮影現場で立っていた所、ある人(寺島も人づてにこの話を聞いたため誰が言い出したかは知らないという)から「あのチンピラ役の人、気になるね」と気に入られ、急遽セリフのある「直」という役名に変更になった。

## 出演

### テレビドラマ
- 太陽にほえろ!（NTV / 東宝）
  - 第617話「ゴリさん、見ていてください」（1984年） - ドヤ街の男(ノンクレジット)
  - 第665話「殉職刑事たちよ やすらかに」（1985年） - 警察学校生
  - 第679話「ホラ吹きの街」（1986年） - 美由紀の仲間 (ノンクレジット)
  - 第692話「捜査に手を出すな!」（1986年） - 響組組員 (ノンクレジット)
  - 第710話「殺意との対決・橘警部」（1986年） - チンピラ (ノンクレジット)
  - 第714話「赤ちゃん」（1986年）
- ザ・ハングマンシリーズ（ABC）
  - ザ・ハングマン4 第16話「ストリッパーが刑事のバケの皮をはぐ!」（1985年） - ストリップの客(ノンクレジット)
  - ハングマンGOGO 第4話「Wのチ・ン・ピ・ラっぽいの好き」（1987年）
- 私鉄沿線97分署 第37話「千本ノックでサイクルヒット!!」（1985年、ANB） - 杉山（暴走族のサブリーダー）
- 誇りの報酬（NTV）
  - 第10話「さらば、田舎刑事!」（1985年） - デートクラブを経営する「響興行」事務所に出入りするチンピラ
  - 第31話「狙撃者を追え!」（1986年） - 銀龍会構成員
- な・ま・い・き盛り 第5話「ビーバップ学園祭・俺のオンナだ!」（1986年、CX） - 不良グループのリーダー格の一人
- あぶない刑事（1987年、NTV）
  - 第20話「奪還」 - 銀星会のチンピラ（EDテロップ表記なし）
  - 第39話「迷走」 - 工事現場作業員（EDテロップ表記なし）
- モモ子シリーズ 第5作「サザエ・ロード巡礼」（1987年、TBS）
- オヨビでない奴! 第3話「アンタの生徒を信じなさい」（1987年、TBS） - 高校生
- あきれた刑事 第21話「保険金デート」（1987年、NTV）
- おヒマなら来てよネ! 第2話「どっちの美穂とキスしたの!?」（1987年、CX）
- 銭形平次 第13話「春の雪」（1987年、NTV） - 留吉
- とんぼ（1988年、TBS） - 八田組の組員・直
- 女優 夏木みどりシリーズ 第2作「女友だち同窓会殺人事件」（1989年、フジテレビ）
- しゃぼん玉（1991年、フジテレビ） - 銀龍会幹部・江波敦史
- はぐれ刑事純情派（1992年、テレビ朝日） - 谷口三郎
- 教師夏休み物語（1992年、日本テレビ）
- RUN（1993年、TBS） - 熊田の部下
- じゃじゃ馬ならし (1993年)
- 刑事追う! 第14話（1996年、テレビ東京）
- 世にも奇妙な物語 (フジテレビ)
  - 世にも奇妙な物語 聖夜の特別編「ゴリラ」（1996年) - 山田
  - 世にも奇妙な物語 25周年記念!秋の2週連続SP 傑作復活編「ハイ・ヌーン」(2015年) - 前田
- 棟居刑事の情熱（1997年、テレビ朝日） - 亀山鬼一
- 刑事・鬼貫八郎 第7作「憎悪の化石」（1997年、日本テレビ） - 西川卓哉
- 恋、した。／レッドアイの約束（1997年、テレビ東京）
- 奇跡の人（1998年、読売テレビ） - 谷口刑事
- ウルトラマンガイア 第29話「遠い町・ウクバール」（1999年、毎日放送） - 庄司照夫
- 聖の青春（2001年、TBS）） - 大崎善生 役
- 伝説のワニ ジェイク（2001年、テレビ東京）※声の出演
- 撃つ薔薇（2002年、WOWOW）
- 新宿鮫 氷舞（2002年、NHK BS2）
- 恋セヨ乙女（2002年、NHK総合） - 澤田龍之介
- 大河ドラマ（NHK総合）
  - 武蔵 MUSASHI（2003年） - 大鳥追松
  - 風林火山（2007年） - 赤部下野守
  - 真田丸（2016年） - 出浦昌相
  - どうする家康（2023年） - 水野信元
- 横山秀夫サスペンス「第三の時効」（2003年、TBS） - 竹内敏晴
- 子連れ狼 第2シリーズ 第13話「殺意の待ち伏せ! 夫を斬りたい女と観音像の大五郎」（2003年、テレビ朝日） - 飛甚左
- 竜馬がゆく（2004年） - 信夫佐馬之助
- 4TEEN（2004年、WOWOW） - 島田
- ウルトラQ dark fantasy 第15話「光る舟」（2004年、テレビ東京） - 岡田哲夫
- 忠臣蔵（2004年、テレビ朝日） - 不破数右衛門
- 富豪刑事（2005年、テレビ朝日） - 布引幸四郎
  - 富豪刑事デラックス（2006年）
- クライマーズ・ハイ（2005年、NHK総合） - 登山指導員
- 踊る大捜査線シリーズ（フジテレビ） - 木島丈一郎
  - 逃亡者 木島丈一郎（2005年） ※主演
  - 深夜も踊る大捜査線 THE FINAL（2012年）
- 牟田刑事官VS終着駅の牛尾刑事そして事件記者冴子「タクシー」（2005年、テレビ朝日） - 蛭田正
- アンフェア（2006年、関西テレビ・フジテレビ） - 山路哲夫 
  - アンフェア the special コード・ブレーキング〜暗号解読（2006年）
  - アンフェア the special ダブル・ミーニング〜二重定義（2011年）
  - アンフェア the special ダブル・ミーニング〜Yes or No?（2013年）
  - アンフェア the special ダブル・ミーニング〜連鎖（2015年）
- 剣客商売スペシャル 女用心棒（2006年、フジテレビ） - 田所勝蔵
- 怨み屋本舗（2006年 - 2009年、テレビ東京） - 情報屋 
  - 怨み屋本舗（2006年7月14日 - 9月29日）
  - 怨み屋本舗 特別編 家族の闇 モンスター・ファミリー（2008年）
  - 怨み屋本舗 スペシャル2 マインドコントロールの罠（2009年）
- 相棒（テレビ朝日） - 日野警部補
  - season5 第11話「バベルの塔〜史上最悪のカウントダウン！」（2007年）
  - season13 第10話「ストレイシープ」（2015年）
- きらきら研修医 第1話（2007年、TBS） - 倉橋啓太郎
- ヒミツの花園（2007年、関西テレビ） - 田中一郎
- 八州廻り桑山十兵衛〜捕物控ぶらり旅（2007年、テレビ朝日） - 粂蔵
- 森羅万遊〜白川郷〜（2007年、NHK総合） - ナレーション
- 天と地と（2008年、テレビ朝日） - 宇佐美定勝
- 薔薇のない花屋（2008年、フジテレビ） - 四条健吾
- 陽炎の辻〜居眠り磐音 江戸双紙〜2（2008年、NHK） - 吉祥天の親方
- 水戸黄門 第38部 第23話（2008年、TBS） - 伊原源三郎
- さすらい署長 風間昭平8 あずさ・松本城殺人事件（2008年、テレビ東京） - 伴滝雄
- コード・ブルー -ドクターヘリ緊急救命-（2008年、フジテレビ） - 梶寿志 
  - コード・ブルー -ドクターヘリ緊急救命-新春スペシャル（2009年1月10日）
  - コード・ブルー -ドクターヘリ緊急救命- 2nd season（2010年）
  - コード・ブルー -ドクターヘリ緊急救命- 3rd season 第1話（2017年7月17日）
- 越境捜査（2008年・2010年・2011年、テレビ朝日） - 主演・宮野裕之 ※柴田恭兵とダブル主演
- シリウスの道（2008年、WOWOW） - 勝哉
- 柳生一族の陰謀（2008年、テレビ朝日） - 左源太
- 流星の絆（2008年、TBS） - 有明幸博
- 京都地検の女（2009年 - 2013年、テレビ朝日） - 成増清剛 
  - 第5シリーズ（2009年）
  - 第6シリーズ（2010年）
  - 第7シリーズ（2011年）
  - 第8シリーズ（2012年）
  - 第9シリーズ（2013年）
- 華麗なるスパイ（2009年、日本テレビ） - 霧山誠一
- ホストの女房（2009年9月4日、フジテレビ） - 愛田武
- アンタッチャブル〜事件記者・鳴海遼子〜（2009年、朝日放送・テレビ朝日） - 永倉栄一
- 再捜査刑事・片岡悠介（2010年 - 2018年、テレビ朝日 土曜ワイド劇場→土曜プライム→日曜ワイド→日曜プライム） - 主演・片岡悠介 
  - 再捜査刑事・片岡悠介1（2010年）
  - 再捜査刑事・片岡悠介2（2011年）
  - 再捜査刑事・片岡悠介3（2012年）
  - 再捜査刑事・片岡悠介4（2012年）
  - 再捜査刑事・片岡悠介5（2013年）
  - 再捜査刑事・片岡悠介6（2014年）
  - 再捜査刑事・片岡悠介7（2015年）
  - 再捜査刑事・片岡悠介8（2015年）
  - 再捜査刑事・片岡悠介9（2016年）
  - 再捜査刑事・片岡悠介10（2017年）
  - 再捜査刑事・片岡悠介11（2018年）
- わが家の歴史（2010年4月9日 - 4月11日、フジテレビ） - 柊修二
- トラブルマン（2010年4月9日 - 7月9日、テレビ東京） - 浅井アキラ
- 新参者（2010年4月25日、TBS） - 枝川泰治
- 刑事・鳴沢了〜史上最悪の24時間〜（2010年5月29日、フジテレビ） - 久留米正一
- 土曜ドラマ 鉄の骨（2010年7月10日、NHK総合）- 坂元敦志
- GOLD（2010年、フジテレビ） - 明石辰也
- オリンパスドラマスペシャル 光る壁画（2011年10月1日、テレビ朝日） - 佐藤敏夫
- 南極大陸（2011年10月 - 12月、TBS開局60周年記念企画） - 鮫島直人
- 白戸修の事件簿（2012年1月27日・2月3日、TBS） - 山野井大介
- 濃姫（2012年3月17日、テレビ朝日 ドラマスペシャル） - 織田信友
- 推定有罪（2012年、WOWOW） - 桂木尚人
- 宮部みゆき・4週連続　“極上”ミステリー 第二夜 スナーク狩り（2012年5月14日、TBS） - 桶川勝男
- 灰色の虹（2012年5月19日、テレビ朝日 ドラマスペシャル） - 伊佐山毅臣
- レジデント〜5人の研修医（2012年10月 - 12月、TBS） - 美山勝巳
- 捜査地図の女 第1話（2012年10月18日、テレビ朝日） - 成増清剛
- 新春大型時代劇 鬼平犯科帳スペシャル 泥鰌の和助始末（2013年1月4日、フジテレビ） - 惣七
- 大岡越前（2013年 - 、NHK BSプレミアム） - 田所新八 
  - スペシャル時代劇『大岡越前』（2013年3月30日 - 2014年1月24日）
  - 大岡越前2（2014年10月3日 - 12月5日）
  - 大岡越前3（2016年1月15日 - 3月4日）
  - 大岡越前スペシャル「白洲に咲いた真実」（2017年1月3日）
- だましゑ歌麿III（2013年7月27日、テレビ朝日 ドラマスペシャル） - 島田銀兵衛
- 海の上の診療所（2013年10月 - 12月、フジテレビ） - 海藤剛
- テレビ朝日開局55周年記念番組 オリンピックの身代金（2013年11月30日・12月1日、テレビ朝日） - 警官
- タクシードライバーの推理日誌34 飛騨高山〜殺人スクープの女!!（2013年12月7日、テレビ朝日） - 吉村悟 役
- 駐在刑事（2014年4月2日 - 、テレビ東京 水曜ミステリー9→水曜エンタ・水曜ミステリー9→金曜8時のドラマ→月曜プレミア8） - 主演・江波敦史 
  - 第1作（2014年4月2日）
  - 第2作（2015年4月15日）
  - 第3作（2015年9月16日）
  - 第4作（2016年12月14日）
  - 第5作（2017年10月13日）
  - Season1（2018年10月19日 - 12月7日）
  - Season2（2020年1月24日 - 3月6日）
  - SP2021（第6作）（2021年5月24日）[22]
  - Season3（2022年1月14日 - 2月25日 ）[23]
  - SP2022（第7作）（2022年10月17日）[24]
  - SP2023（第8作）（2023年9月25日）[25]
- 松本清張ドラマスペシャル・死の発送（2014年5月30日、フジテレビ開局55周年特別番組） - 西田隆三
- アウトバーン マル暴の女刑事・八神瑛子（2014年8月9日、フジテレビ スペシャルドラマ） - 川上修平
- 孤独のグルメ Season4 第8話（2014年8月27日、テレビ東京） - ご主人 役
- 五つ星ツーリスト〜最高の旅、ご案内します!!〜（2015年1月 - 3月、読売テレビ） - 川端哲男
- セカンド・ラブ（2015年2月 - 3月、テレビ朝日） - 田島茂良
- デート〜恋とはどんなものかしら〜 第5話（2015年2月16日、フジテレビ） - カウントダウンパーティー司会者
- 赤と黒のゲキジョー 黒い看護婦（2015年2月13日、フジテレビ） - 安藤敦
- 松本清張特別企画・共犯者（2015年9月30日、テレビ東京） - 秋月義彦 [26]
- ドクター彦次郎（2015年 - 2020年、テレビ朝日 土曜ワイド劇場→土曜プライム→日曜ワイド→木曜ミステリースペシャル） - 主演・大藪彦次郎 [27]
  - 第1作（2015年10月3日）
  - 第2作（2016年10月1日）
  - 第3作（2017年8月20日）
  - 第4作（2019年7月4日）
  - 第5作（2020年9月13日）
- 44歳のチアリーダー!!（2015年12月20日、NHK BSプレミアム・プレミアムドラマ） - 小野寺春彦
- 赤めだか（2015年12月28日、TBS年末スペシャルドラマ） - 談春の父 [28]
- 警視庁ゼロ係〜生活安全課なんでも相談室〜（2016年1月 - 2月、テレビ東京） - 岩瀬厚一郎
- 動物戦隊ジュウオウジャー（2016年2月 - 2017年2月、テレビ朝日） - 森真理夫 役[29]
- 松本清張二夜連続ドラマスペシャル 第一夜 松本清張ドラマスペシャル・地方紙を買う女〜作家・杉本隆治の推理（2016年3月12日、テレビ朝日） - 山下重光
- マネーの天使〜あなたのお金、取り戻します!〜 最終話（2016年3月24日、読売テレビ） - 菅原
- お迎えデス。 第6話（2016年5月28日、日本テレビ） - 達夫 役[30]
- 必殺仕事人2016（2016年9月25日、ABC・テレビ朝日） - 鬼頭進之助 [31]
- IQ246〜華麗なる事件簿〜（2016年10月 - 12月、TBS） - 88代目 賢丈
- 愛を乞うひと（2017年1月11日、読売テレビ・日本テレビ） - 中島武人
- バイプレイヤーズ 〜もしも6人の名脇役がシェアハウスで暮らしたら〜 第1シリーズ（2017年1月 - 4月、テレビ東京） - 主演・寺島進（本人） 役（6人での複数主演） [32]
  - バイプレイヤーズ 〜名脇役の森の100日間〜 第3シリーズ 第11話（2021年3月20日）
- 花実のない森（2017年3月29日、テレビ東京） - 島崎芳樹
- 破獄（2017年4月12日、テレビ東京） - 仁科久
- 警視庁いきもの係（2017年7月 - 9月、フジテレビ） - 鬼頭勉
- 伝七捕物帳2 第2回「めぐり逢い、悲しき草笛」（2017年8月11日、NHK BSプレミアム） - 辻村左内
- 黒書院の六兵衛（2018年7月22日 - 8月26日、WOWOW） - 勝海舟
- 満願 最終夜「満願」（2018年8月16日、NHK総合） - 鵜川重治
- Aではない君と（2018年9月21日、テレビ東京開局55周年特別企画ドラマスペシャル） - 井川[33]
- 刑事ゼロ（2019年1月10日 - 3月14日、テレビ朝日） - 福知市郎 
  - 刑事ゼロ スペシャル（2019年9月15日）
  - 刑事ゼロ スペシャル第2弾（2020年6月7日）
- 名古屋行き最終列車2019（第7弾）第5話（2019年2月19日、メ〜テレ） - 安田昌平 
  - 名古屋行き最終列車2020（第8弾）第2話（2020年1月29日）
  - 名古屋行き最終列車2021（第9弾）第2話（2021年2月14日）
  - 名古屋行き最終列車2022（第10弾）第2話（2022年1月25日）
- べしゃり暮らし（2019年7月27日 - 9月14日、テレビ朝日） - 上妻潔
- 特命刑事 カクホの女2 最終話（2019年12月6日、テレビ東京） - 江波敦史（特別出演）
- うつ病九段（2020年12月20日、NHK BSプレミアム） - 佐々木
- 金田一少年の事件簿 第4話（2022年5月22日、日本テレビ） - 黒鷹銀三[34]
- 魔法のリノベ 第4話（2022年8月8日、関西テレビ・フジテレビ）- 華丸
- キッチン革命 第2夜（2023年3月26日、テレビ朝日） - 村木 役[35]
- 日本統一 関東編（2023年4月14日 - 6月16日、日本テレビ）[36]
- 雲霧仁左衛門6（2023年8月25日 - 10月13日、NHK BSプレミアム） - 高坂左衛門尉 役
- 家政夫のミタゾノ 第6シリーズ 第8話（2023年11月28日、テレビ朝日） - 羽井大蔵 役[37][38]
- 日本テレビ開局70年スペシャルドラマ「テレビ報道記者〜ニュースをつないだ女たち〜」（2024年3月5日、日本テレビ） - 稲田修平 役[39]
- D&D〜医者と刑事の捜査線〜（2024年10月18日 - 11月29日、テレビ東京） - 弓削文平 役[40]
- いつか、ヒーロー（2025年4月6日 - 6月1日、朝日放送テレビ・テレビ朝日） - 森本司 役[41]
- ミッドナイト屋台〜ラ・ボンノォ〜 第7話・最終回（2025年5月24日・6月14日、東海テレビ・フジテレビ） - 遠海岳志 役[42]
- 看守の流儀（2025年6月21日、テレビ朝日） - 源田剛男 役[43]

### 映画

#### 1980年代
- ア・ホーマンス（1986年、東映・キティ・フィルム） - 大島組組員 役 ※映画デビュー作
- SO WHAT（1988年、松竹） - 不良
- 愛しのハーフ・ムーン（1987年） - チンピラ
- この胸のときめきを（1988年） - 不良
- 恋子の毎日（1988年） - タカ
- オルゴール（1989年、東映） - 妹尾アキオ
- もっともあぶない刑事（1989年）
- その男、凶暴につき（1989年、松竹富士） - 織田ススム
- べっぴんの町（1989年、東映）

#### 1990年代
- 稲村ジェーン（1990年） - チンピラ若頭
- 本気!（1991年、東映） - 桃次
- あの夏、いちばん静かな海。（1991年、東宝） - 軽トラの男
- ナンミン・ロード（1992年）
- ソナチネ（1993年、松竹） - ケン
- 教祖誕生（1993年、東宝） -イチャモンをつける男
- 武闘派仁義 完結篇（1994年、イメージファクトリー・アイエム）
- 唐獅子姐御（1994年10月） - 鮭城組組員 マモル
- エレファントソング（1994年、ビターズ・エンド）
- みんな〜やってるか!（1995年、日本ヘラルド映画） - 血まみれのヤクザ
- マークスの山（1995年、松竹） - 寺島純一
- セラフィムの夜（1996年） - 松井
- おかえり（1996年、ビターズ・エンド） - 孝
- GONIN2（1996年） - 工藤
- キッズ・リターン（1996年、オフィス北野） - 組の若頭
- 勝手にしやがれ!! 英雄計画（1996年、ケイエスエス）
- チンピラ（1996年、ゼアリズ） - 松尾(マネージャー)
- 狼の眼 EYES OF THE WOLF（1997年、ゼアリズ）
- ポストマン・ブルース（1997年、日活） - 前田三郎
- HANA-BI（1998年、日本ヘラルド映画） - 中村
- 蜘蛛の瞳（1998年、大映） - 復讐される男
- アンラッキー・モンキー（1998年）- 新田
- 鮫肌男と桃尻女（1999年、東北新社） - 沢田
- ワンダフルライフ（1999年、テレビマンユニオン） - 川嶋さとる
- 報復 REVENGE 劇場版（1999年）
- 黒の天使 Vol.2（1999年）
- DEAD OR ALIVE 犯罪者（1999年、大映） - 井上明
- 御法度（1999年、松竹） - 密偵

#### 2000年代
- ISOLA 多重人格少女（2000年、東宝） - 高校教師
- MONDAY（2000年、シネカノン） - 中野三郎
- HYSTERIC（2000年、レジェンド・ピクチャーズ)
- 天国までの百マイル（2000年） - 小林一也
- BROTHER（2001年、オフィス北野・松竹） - 加藤
- DISTANCE（2001年、「ディスタンス」製作委員会） - 甲斐実
- 空の穴（2001年、ぴあ） - 市夫
- みすゞ（2001年、シネカノン） - 葛原信爾
- 殺し屋1（2001年、プレノン・アッシュ） - 船木組 鈴木
- 修羅の群れ（2002年、ミュージアム） - モロッコの辰(出口辰雄)
- 害虫（2002年、日活） - ジャージ姿の男性教師
- DRIVE（2002年、日本ヘラルド映画） - 新井定運
- 浅草キッドの「浅草キッド」（2002年）
- 刑事まつり「Noと言える刑事」（2003年、コムテッグ）
- ジム（2003年、こたつシネマ） - ナレーション
- 13階段（2003年、東宝） - 岡崎刑務官
- MOON CHILD（2003年、松竹） - 信士
- 六月の蛇（2003年、ゼアリズエンタープライズ）
- カクト（2003年、ザナドゥー） - 手塚
- 蛇イチゴ（2003年、ザナドゥー） - 前田 役
- ハードラックヒーロー（2003年） - ヤクザの若頭  ※一般劇場では未公開
- 幸福の鐘（2003年、東北新社） - 五十嵐悟 役
- 美しい夏キリシマ（2003年、パンドラ） - 古寺秀行
- HAZAN（2004年） - サブ 役
- アンテナ（2004年、オフィス・シロウズ） - 堕天使従業員 （声のみ出演）
- ウィニング・パス（2004年、シネマ・アルチ） - バスケ部監督
- 伝説のワニ ジェイク（2004年、スローラーナー） - ジェイクの目撃者
- HEAT -灼熱-（2004年、ケイエスエス） - 羅(広東マフィアのボス・ウォンの片腕)
- 花と蛇（2004年、東映ビデオ） - 探偵 ヤマザキ
- CASSHERN（2004年、松竹） - 坂本
- 犬と歩けば チロリとタムラ（2004年、アルゴ・ピクチャーズ） - 居酒屋の客
- ジャンプ（2004年、シネカノン） - コンビニ店長
- 「超」怖い話A 闇の鴉（2004年、竹書房） - 手嶋明
- ヒッチ・ハイク 溺れる箱舟（2004年、バイオタイド） - 姿俊夫
- 茶の味（2004年、クロックワークス） - 刺青の男
- 誰も知らない（2004年、シネカノン） - 少年野球の監督
- IZO（2004年、チームオクヤマ） - 刑吏二
- キスとキズ（2004年、フューズビジュアル） - 泰三
- 血と骨（2004年、松竹・ザナドゥー） - 朴希範(パク・ヒホン)
- 北の零年（2005年、東映） - 花村完爾
- YUMENO（2005年、アルゴ・ピクチャーズ） - 哲也
- 極道の妻たち 情炎（2005年、東映ビデオ） - 菅沼組組長のボディガード 沖田耕三
- 真夜中の弥次さん喜多さん（2005年、アスミック・エース） - 岡っ引き
- 交渉人 真下正義（2005年、東宝） - 木島丈一郎
- タナカヒロシのすべて（2005年、ファントム・フィルム） - 大友
- 姑獲鳥の夏（2005年、日本ヘラルド映画） - 原澤伍一
- カスタムメイド10.30（2005年、クロックワークス・キネティック） - キャバクラ新月 店長
- TAKESHIS'（2005年、松竹・オフィス北野） - 寺島
- 乱歩地獄「鏡地獄」（2005年、アルバトロス・フィルム）
- 疾走（2005年、角川映画・エンジェル・シネマ） - 鬼ケン
- THE 有頂天ホテル（2006年、東宝） - ホセ河内
- ナイスの森〜The First Contact〜（2006年、ファントム・フィルム） - 田中勝一
- 小さき勇者たち〜ガメラ〜（2006年、松竹） - 西尾治
- 花よりもなほ（2006年、松竹） - 寺坂吉右衛門
- ラブ★コン（2006年、松竹） - 海坊主
- 青春☆金属バット（2006年、ゼアリズエンタープライズ） - 落合
- UDON（2006年、東宝） - キャプテンうどんの登場人物
- フラガール（2006年、シネカノン） - 石田
- ツヒノスミカ（2006年、こたつシネマ） - ナレーション
- キャッチボール屋（2006年、ビターズ・エンド） - 坂本(サングラスの男)
- ラブレター 蒼恋歌（2006年、タキ・コーポレーション） - 尾崎太志
- 子宮の記憶 ここにあなたがいる（2007年、トルネード・フィルム） - 桜井英雄
- 長州ファイブ（2007年、リベロ） - 高杉晋作
- アンフェア the movie（2007年、東宝） - 山路哲夫
- 東京タワー 〜オカンとボクと、時々、オトン〜（2007年、松竹） - ハイカラな男
- LOVEDEATH-ラブデス-（2007年、デスペラード） - 刑事ゴン
- パッチギ! LOVE&PEACE（2007年、シネカノン） - イカ釣り船の船長
- 監督・ばんざい!（2007年、東京テアトル・オフィス北野）
- GROW 愚郎（2007年、チェイスフィルムエンタテイメント） - 山田泰三
- 太陽が弾ける日（2007年、MGP） - 坂崎
- スマイル 聖夜の奇跡（2007年、東宝） - 病院の警備員 ※友情出演
- ぐるりのこと。（2008年、ビターズ・エンド）
- ザ・マジックアワー（2008年、東宝） - 黒川裕美
- 歩いても 歩いても（2008年、シネカノン）
- ぼくのおばあちゃん（2008年） - 新海幸太郎
- GOEMON（2009年、ワーナー・ブラザース） - 服部半蔵
- 火天の城（2009年、東映） - 平次
- 空気人形（2009年、アスミック・エース） - 派出所警官・轟
- 曲がれ!スプーン（2009年、東宝)

#### 2010年代
- 誘拐ラプソディー（2010年、角川映画）
- 座頭市 THE LAST（2010年、東宝） - 達治
- 踊る大捜査線 THE MOVIE3 ヤツらを解放せよ!（2010年、東宝） - 木島丈一郎
- 忍たま乱太郎（2011年、ワーナー・ブラザース映画） - 山田伝蔵
- アンフェア the answer（2011年、東宝） - 山路哲夫
- スマグラー -おまえの未来を運べ-（2011年、ワーナー・ブラザース映画） - ジョーの友人
- LOVE まさお君が行く!（2012年、松竹） - 辻浩平
- ヘルタースケルター（2012年、アスミック・エース） - 塚原慶太
- カミハテ商店（2012年、マジックアワー） - 森田良雄 役
- おだやかな日常（2012年、和エンタテインメント） - 被災地から来た男
- 人類資金（2013年、松竹） - 酒田忠
- 清須会議（2013年、東宝） - 黒田官兵衛
- 土竜の唄 潜入捜査官REIJI（2014年、東宝） ‐ 佐久野昭夫
- 捨てがたき人々（2014年、アークエンタテインメント）
- 思い出のマーニー（2014年、東宝） - 大岩清正 （声）
- イン・ザ・ヒーロー（2014年、東映） - 海野吾郎
- エイプリルフールズ（2015年、東宝） - 宇田川勇司
- アンフェア the end（2015年、東宝） - 山路哲夫
- 五つ星ツーリスト THE MOVIE 〜究極の京都旅、ご案内します!!〜（2015年、KATSU-do） - 川端哲男
- 劇場版 動物戦隊ジュウオウジャー ドキドキサーカスパニック!（2016年、東映） - 森真理夫
- 劇場版 動物戦隊ジュウオウジャーVSニンニンジャー 未来からのメッセージ from スーパー戦隊（2017年、東映） - 森真理夫
- イマジネーションゲーム（2018年、プレシディオ） - 盛岡靖
- 多十郎殉愛記（2019年、東映・よしもとクリエイティブ・エージェンシー） - 溝口蔵人
- 記憶にございません!（2019年、東宝） - 南条実 役[44]

#### 2020年代
- 孤狼の血 LEVEL2（2021年、東映） - 角谷洋二 役
- ノイズ（2022年、ワーナー・ブラザーズ映画） - 岡崎正 役[45]
- 静かなるドン（2023年、ティ・ジョイ） - 坂本健 役[46]
- 首（2023年、KADOKAWA） - 般若の佐兵衛 役[47]
- BLUE FIGHT 〜蒼き若者たちのブレイキングダウン〜（2025年、ギャガ / YOAKE FILM）[48] - 緋野貴之

### Vシネマ
- クライムハンタ－ 怒りの銃弾（1989年3月10日） - 赤鼻
- タフ Part1(誕生篇)（1990年11月22日）
- トワイライトミステリー 殺しの遊び（1991年12月21日）
- ザ・ワイルドビート 裏切りの鎮魂歌（1994年8月26日） - キャンディ
- ピアスの女（1995年12月25日）
- 痴漢白書3（1996年3月29日）
- 監禁逃亡 淫らな獲物（1996年4月26日） - アズマサトシ（元神奈川県警刑事）
- 快楽殺人女捜査官 囮（1996年6月7日）
- BE-BOP-HIGHSCHOOL 6 ハッタリ野郎暴走篇（1996年11月8日）
- キタの帝王 闇の咆哮（1997年4月21日）
- 必殺始末人Ⅲ 地獄に散った花びら二枚（1998年2月25日） - 松永正明
- 新極道伝説 三匹の竜（1999年7月9日）
- 熱血!二代目商店街（1999年） - 赤藤鷹雄（エンゼル食品）
  - 熱血!二代目商店街 爆裂編（2000年） - 赤藤鷹雄（エンゼル食品）
- 侠道3（2000年）
- 広島やくざ戦争 シリーズ（2000年） - 沖永勲
  - 実録・広島やくざ戦争（2000年） - 打館組組員(山崎英博の舎弟)
  - 広島やくざ戦争・完結編（2000年） - 共雄会山崎組組員(→共雄会十二会幹部→四代目共雄会会長)
  - 続・広島やくざ戦争 流血!第三次抗争勃発!（2001年） - 三代目共雄会幹事長(→四代目共雄会会長)
- 超極道（2001年） - 村田(刑事)
- 実録・沖縄やくざ戦争 いくさ世30年・抗争勃発編（2002年）
  - 実録・沖縄やくざ戦争2 いくさ世30年・抗争激化編（2002年）
- 実録・関東やくざ戦争 修羅の盃（2003年） - 石井組組長 石井昇
  - 実録・関東やくざ戦争2 修羅の代紋（2004年）- 石井組組長 石井昇
- 昭和博徒外伝（2003年）
- 北海水滸伝 484ブルース 伝説・枯木のバラ（2004年）
- 修羅の血（2004年） - 極新会会長 千堂卓也
- 実録・東組抗争史 閻魔の微笑（2004年）※友情出演
- 炎と氷（2004年） - 大帝銀行赤坂支店融資課長 赤星光彦
- 実録・竹中正久の生涯 荒らぶる獅子 外伝（2004年） - 竹中組系組員(ヒットマン)
- 岸和田少年愚連隊 カオルちゃん最強伝説 妖怪地獄（2004年） - 神戸組神田組組長
- 実録 絶縁状（2005年）
- 玄海組血風録 外道の群れ（2004年）- 永原(ボディーガード)
- 海賊仁義（2005年）※友情出演
- 難波金融伝 ミナミの帝王32「金になる経歴」（2005年10月28日）
- 首領がゆく（2006年） - 刑事 サイトウ(取調室) ※友情出演
- 実録 新選組（2006年） - 土方歳三
- 平成清水一家（2007年） - 長田組組員 綱島五郎
- カジノ（2008年）
- 実録・大阪 ミナミの顔（2010年） - 八神組ウメモト一家若頭補佐 ヒノテルマサ ※特別出演
- 外道軍団（2011年） - 啓仁会黒崎組組員 金子
- 許されざる者（2012年） - 殺し屋
- 流し屋 鉄平（2015年） - 主演：御法川鉄平[49]
- KYOTO BLACK 黒のサムライ（2015年） - 探偵 寺尾進(警察OB)
  - KYOTO BLACK2 黒の純情（2015年） - 探偵 寺尾進(警察OB)
- 帰ってきた動物戦隊ジュウオウジャー お命頂戴!地球王者決定戦（2017年） - 森真理夫
- 日本統一65（2024年） - 八曲署 黒岩

### Webドラマ
- あそむび幸運探偵風烈光の事件簿（2007年、NTT西日本）
- ドンケツ（2025年4月25日 - 、DMM TV） - 渡瀬大志 役[50]

### 劇場アニメ
- スチームボーイ（2004年7月17日、東宝） - アルフレッド・スミス 役[51]

### ゲーム
- 龍が如く2（2006年） - 瓦次郎 
  - 龍が如く 極2（2017年） - 同上
- 龍が如く 見参!（2008年） - 鶴屋の用心棒・伊東
- 「ぼくのなつやすみ3 -北国篇- 小さなボクの大草原」プロモーションサイト内ショートムービー「あの夏に―」（2007年）

### ラジオ
- 大沢悠里のゆうゆうワイド（TBSラジオ、2008年7月30日） - ゲスト
- 百田夏菜子とラジオドラマのせかい（ニッポン放送、2022年12月2日 - 30日） - マンスリーゲスト[52]

### PV
- SMAP「Fly」（1999年）
- 野狐禅「東京紅葉」（2005年）
- 野狐禅「カモメ」（2005年）
- 野狐禅「ぐるぐる」（2005年）
- スキマスイッチ「君曜日」（2006年 / Webドラマ『あそむび』の映像パート）
- AKTION「Still Neva Enuff feat.ZEEBRA」（2007年）
- 榊いずみ「Family Tree」（2007年）
- 倖田來未「ピンクスパイダー」（2013年）
- RADWIMPS「TWILIGHT」（2021年）
- halca「瞬間最大風速」（2024年）[53]

### CM
- サントリー「とっておき果実酒」シリーズ（ナレーション）（1996年 - 2002年）
- 紀文「おでん種」（ナレーション）（1996年）
- 扶桑社「週刊ギャロップ」（1996年）
- ピザ・カリフォルニア（1996年）
- コンパック「プレサリオ」（ナレーション）（1996年）
- ニチレイ「レンジでチンして」シリーズ（1998年）
- JRA 「'99春」（1999年）
- ゴールドクレスト（2000年）
- 富士通「FM-V」（2000年）
- スクウェア「ファイナルファンタジー」（2000年）
- 日清食品「ラ王・店主の技」（2003年）
- 明治安田生命「ライフアカウントL.A.ダブル」（ナレーション）（2003年）
- ベネッセ「たまごクラブひよこクラブ」（2004年）
- ロッテスノー「シェミルク」（2004年）
- キリンビバレッジ「KIRIN FIRE」（2005年 - 2006年）
- 日本盛「晩酌」（2006年 - 2007年）
- ロッテ「ブラックブラックガム」（2007年） ※小倉優子と共演
- P&G「ファブリーズ」（2007年 - ） ※坂井真紀、田中碧海と共演
- ロッテ「La Menta」（2007年）
- サッポロビール「黒ラベル」（2009年 - ）
- 三洋物産「CRスーパー海物語 IN 沖縄2」（2009年） ※山田まりや、脇知弘と共演
- 伊藤園「2つの働き カテキン緑茶」（2011年）
- ソーラーフロンティア「太陽光発電システム」（2012年）
- サントリー「C.C.サイダー」（2013年）
- TOYOTA「TOYOTOWN」（2013年 - 2015年）
- セガネットワークス「チェインクロニクル」（2015年） ※ドラマ『五つ星ツーリスト〜最高の旅、ご案内します!!〜』とのコラボCM
- 日本生命「グランエイジ」（2016年 - 2017年）
- Stepトラベル（2017年 - ）
- サントリー「-196℃ ストロングゼロ」（2018年 - ）
- サントリー「のんある晩酌 レモンサワー ノンアルコール」『仲間で飲んでみた　3/2新発売』篇（2021年）
- 花王「バスマジックリン エアジェット」『エアジェット 浴槽篇』『床壁篇』『待つだけ篇』（2021年 - ） ※千葉雄大と共演

## 書籍
- 寺島進のアニキに聞けよ! 困ったときはいつでも来い!（二見書房）

## 受賞歴
- 1995年度
  - 第5回東京スポーツ映画大賞 新人賞（『おかえり』）
- 1999年度
  - 第14回高崎映画祭 最優秀助演男優賞（『ワンダフルライフ』）
- 2001年度
  - 第56回毎日映画コンクール 男優助演賞（『みすゞ』、『BROTHER』、『空の穴』）
  - 第11回東京スポーツ映画大賞 助演男優賞（『BROTHER』）
  - 第11回日本映画プロフェッショナル大賞 主演男優賞（『空の穴』『みすゞ』他）
- 2005年度
  - 第29回日本アカデミー賞 助演男優賞（『交渉人 真下正義』）
  - 第15回東京スポーツ映画大賞 助演男優賞（『疾走』『TAKESHIS'』）
- 2023年度
  - 第16回日本シューズベストドレッサー賞 シニア部門賞[54]